# Saint-Jean-de-Crieulon
Saint-Jean-de-Crieulon is een gemeente in het Franse departement Gard (regio Occitanie) en telt 146 inwoners (1999). De plaats maakt deel uit van het arrondissement Le Vigan.

## Geografie
De oppervlakte van Saint-Jean-de-Crieulon bedraagt 5,6 km², de bevolkingsdichtheid is 26,1 inwoners per km².
De onderstaande kaart toont de ligging van Saint-Jean-de-Crieulon met de belangrijkste infrastructuur en aangrenzende gemeenten.

## Demografie
Onderstaande figuur toont het verloop van het inwonertal (bron: INSEE-tellingen).